# Termoli
Termoli je italské město v oblasti Molise. Nachází se na pobřeží Jaderského moře severovýchodně od provinčního města Campobasso a jihovýchodně od Pescary.
V Termoli je velký přístav, starobylá část města a centrum s obchody. V přístavu kotví zámořské lodě, ale také plachetnice a rybářské lodě. Ve starobylé části města se nachází několik kostelů. Největší z nich je zasvěcen sv. Petrovi. Na velkém náměstí před kostelem jsou dvě kašny.

## Vývoj počtu obyvatel
Počet obyvatel

## Partnerská města
- Chorzów, Polsko